# جاناتان کاپرلی
جاناتان کاپرلی (انگلیسی: Jonathan Caparelli؛ زادهٔ ۲۱ ژوئن ۱۹۹۵) بازیکن فوتبال اهل آرژانتین است.